# Rodolfo Fischer
Rodolfo José Fischer Eichler (* 2. April 1944 in Oberá, Provinz Misiones; † 16. Oktober 2020) war ein argentinischer Fußballnationalspieler deutsch-brasilianischer Abstammung.
Sein Siegeswille brachte dem hochgewachsenen, kopfballstarken Stürmer den Beinamen El Lobo, der „Wolf“, ein. Er gewann mit dem Argentinischen Verein CA San Lorenzo de Almagro drei Meisterschaften und zählt zu den erfolgreichsten Stürmern der Vereinsgeschichte. Des Weiteren spielte er unter anderem für Botafogo FR in Brasilien und Once Caldas in Kolumbien.

## Leben

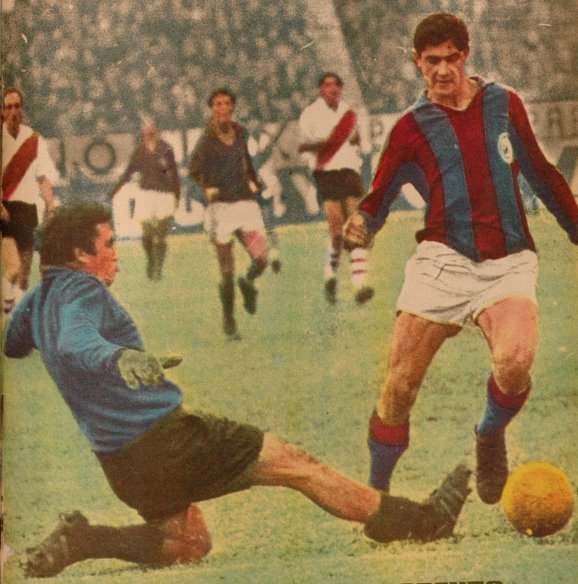
Fischer auf dem Titel von El Gráfico 1967 beim Torerfolg gegen River Plate

Rodolfo „El Lobo“ Fischer schloss sich bereit 1963 der Jugend des Spitzenvereins CA San Lorenzo de Almagro in der argentinischen Hauptstadt Buenos Aires an in dessen Kampfmannschaft er 1965 aufrückte. 1968 wurde er mit San Lorenzo unter dem brasilianischen Trainer Elba de Pádua Lima „Tim“ ungeschlagener Sieger des Torneo Metropolitano – der erste Meisterschaftserfolg ohne Niederlage in der Geschichte des argentinischen Profifußballs. Nachdem er 1969 mit 14 Treffern Torschützenkönig der im zweiten Halbjahr ausgetragenen nationalen Meisterschaft wurde, gewann er 1972 beide Meisterschaften mit San Lorenzo. Einen persönlichen Höhepunkt hatte er unter anderem im April 1972, als er mit drei Toren zu einem 4:0-Sieg gegen CA River Plate beitrug.
Ab 1967 bestritt er auch 35 Spiele für die Nationalmannschaft, für die er 12 Treffer erzielte. Seinen letzten Einsatz für die Albiceleste hatte er 1972 in Brasilien bei der Taça Independência, bei der Argentinien den vierten Platz belegte und Fischer gemeinsam mit dem Portugiesen Joaquim Dinis zweitbester Torschütze war.
Nach diesem Turnier blieb er in Brasilien und spielte dort für vier Jahre in Rio de Janeiro bei Botafogo FR, der für ihn eine Million Cruzeiros bezahlte. Prominentester Mitstreiter dort war der Weltmeister von 1970 Jairzinho und auch der Weltmeistertrainer Mário Zagallo arbeitete in jenen Jahren einige Zeit bei Botafogo. 1976 schloss er sich dem nordostbrasilianischen Verein EC Vitória in Salvador da Bahia an, wo er erneut unter Trainer Tim spielte.
1977 bis 1978 kehrte er nach Argentinien zu San Lorenzo zurück, für den er insgesamt 141 Tore in 271 Ligaspielen erzielte und damit zu den besten Torschützen der Vereinsgeschichte gehört.
1979 ging er noch einmal ins Ausland zum kolumbianischen Verein Once Caldas in Manizales, für den er elf Treffer in 40 Ligaspielen erzielte. Er ließ schließlich 1980 bei CA Sarmiento in Junín in der Provinz Buenos Aires und 1981 bei Sportivo Belgrano in der Provinz Córdoba seine Karriere ausklingen.
Zuletzt lebte er auf einer Farm im argentinischen Hinterland.

## Vereine
- 1967–72: Fußballnationalmannschaft von Argentinien (35 Spiele / 12 Tore)
- 1965–72: CA San Lorenzo de Almagro
- 1972–76: Botafogo FR (Brasilien)
- 1976: EC Vitória (Brasilien)
- 1977–78: CA San Lorenzo de Almagro
- 1979: Once Caldas (Kolumbien)
- 1980: CA Sarmiento
- 1981: Sportivo Belgrano

## Erfolge
- Torneo Metropolitano: 1968, 1972
- Nationale Meisterschaft: 1972

## Auszeichnungen
- Torschützenkönig Nationale Meisterschaft: 1969